# Tanytarsus pseudocongus
Tanytarsus pseudocongus är en tvåvingeart som beskrevs av Ekrem 1999. Tanytarsus pseudocongus ingår i släktet Tanytarsus och familjen fjädermyggor.
Artens utbredningsområde är Ghana. Inga underarter finns listade i Catalogue of Life.